# هيو سيغال
هيو سيغال هو سياسي كندي، ولد في 13 أكتوبر 1950 في مونتريال في كندا. نشط حزبياً في حزب المحافظين الكندي. وقد انتخب رئيس ديوان رئيس الوزراء ‏ (1992 – 1993) وانتخب عضو مجلس الشيوخ الكندي ‏ (2 أغسطس 2005 – 15 يونيو 2014).